# تينسنت فيديو
تينسنت فيديو هو موقع ويب صيني لبث الفيديو مملوك من قبل شركة تينسنت.اعتباراً من مارس 2019 كان لدى الموقع 900 مليون مستخدم نشط شهريًا للجوال، و89 مليون مشترك vip. النسخة الدولية للموقع هي وي تيفي (wetv) تم اطلاقها في 2018.